# Rhacochelifer maculatus
Rhacochelifer maculatus är en spindeldjursart som först beskrevs av Ludwig Carl Christian Koch 1873.  Rhacochelifer maculatus ingår i släktet Rhacochelifer och familjen tvåögonklokrypare. Inga underarter finns listade i Catalogue of Life.